# Cabano

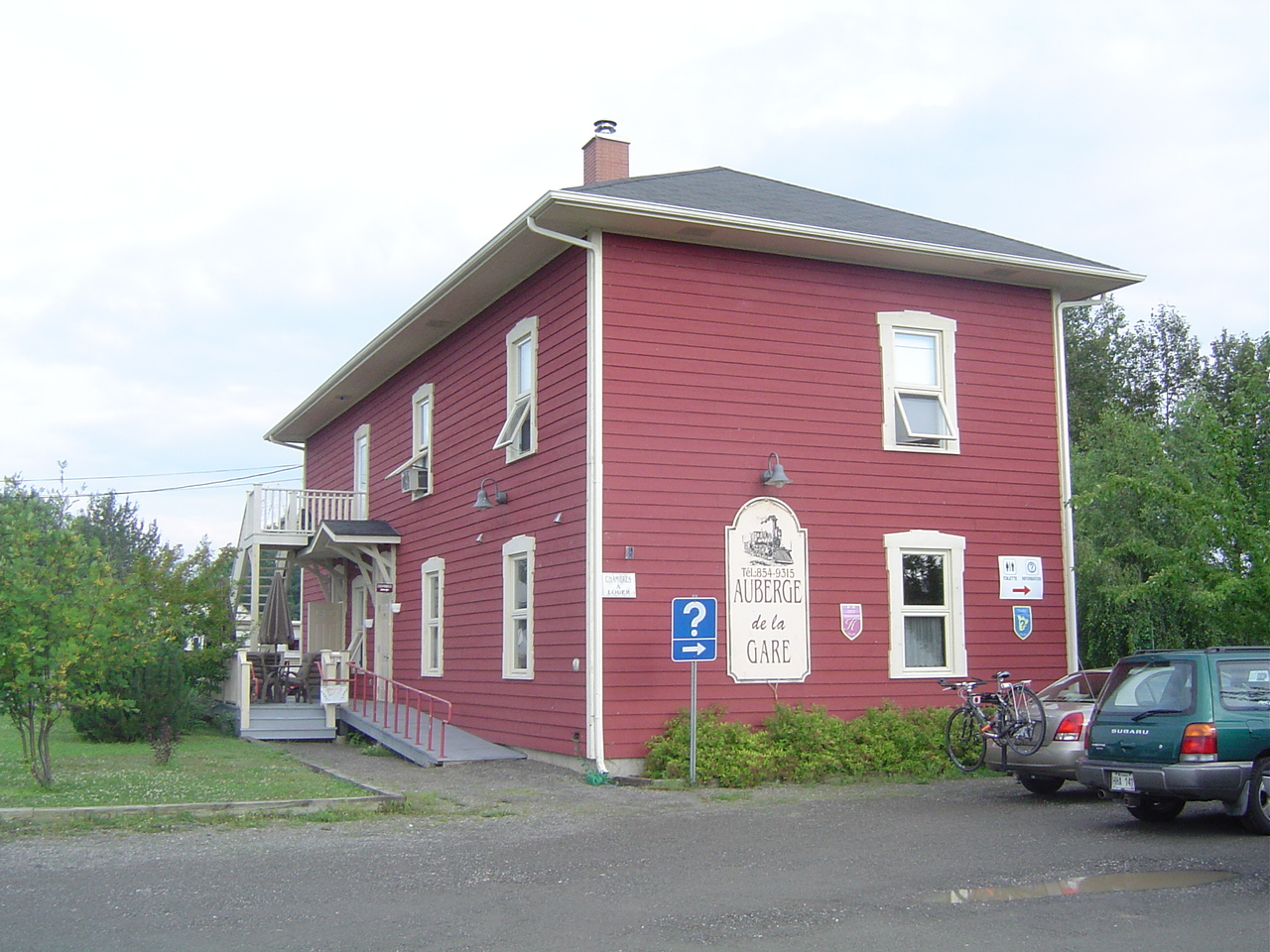
Auberge de la Gare, das heutige Bahnhofshotel, war bis in die 1950er Jahre ein Bahnhof

Cabano war eine Stadt in der Verwaltungsregion Bas-Saint-Laurent der kanadischen Provinz Québec.
Am 5. Mai 2010 wurde Cabano mit Notre-Dame-du-Lac zu der Stadt Témiscouata-sur-le-Lac vereinigt.